# Picture on festival

Logo des picture on festivals

Das picture on festival ist ein seit 2000 jährlich im österreichischen Bildein (Burgenland) stattfindendes Rockmusik-Festival.
Das Festival wurde vom Kulturverein KuKuK Bildein (Verein zur Förderung von Kunst, Kultur und Kommunikation im Pinkaboden) gegründet. Veranstaltungsort ist das Zentrum der kleinen Gemeinde Bildein, was dem Festival ein familiäres Flair verleiht. Ein Großteil des am Festivalgelände beschäftigten Personals arbeitet auf freiwilliger Basis.

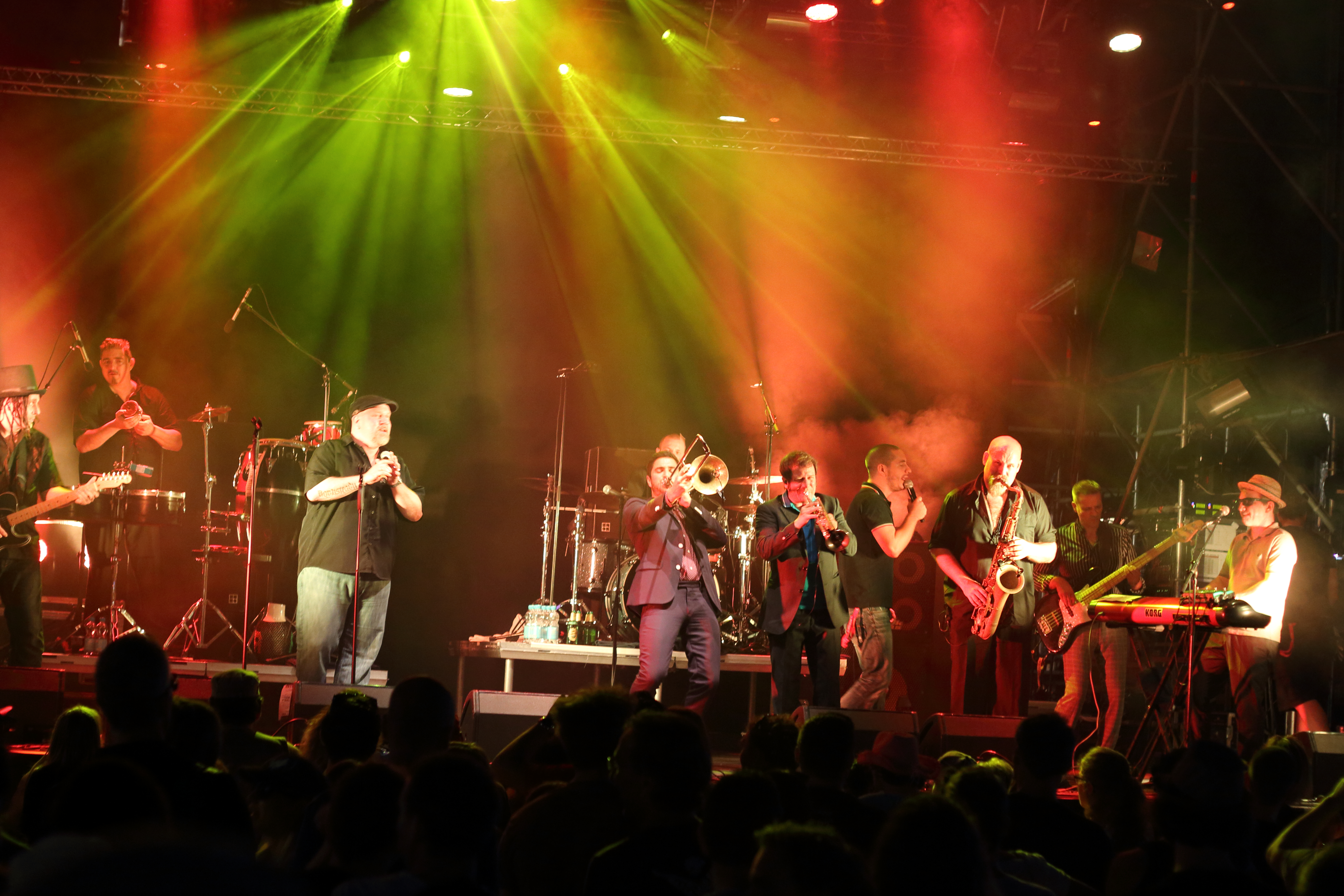
The Busters am PictureOn Festival 2014

## Geschichte
Im Jahr 2000 fand das erste Festival statt, mit dem Ziel Festivalkultur im Südburgenland zu etablieren. Damals noch als eintägiger Event im alten Pfarrstadl wurde das Festival kontinuierlich ausgebaut. Schon 2001 gab es das erste Open Air. 2002 startete die Zusammenarbeit mit dem ungarischen Partnerverein Gradisče und das picture on festival wurde Teil eines umfassenden EU-Projektes. Bereits 2004 war ein Festival-Tag zum ersten Mal im Vorfeld ausverkauft.
Über die Jahre hat sich die Besucheranzahl auf maximal 2.500 Besuchern pro Tag mehr als verzehnfacht. Zahlreiche internationale Acts wie NOFX, Uriah Heep, Jimmy Cliff, Sum 41, Gentleman, Adam Green, Life of Agony, Wir sind Helden, Soulfly, Papa Roach, Guano Apes, Marla Glen, Jestofunk, Colosseum, As I Lay Dying, K’s Choice, New Model Army, Therapy?, Clawfinger, Monster Magnet, The (International) Noise Conspiracy, IAMX, Mad Caddies, Hot Water Music, Leningrad Cowboys, Ektomorf, Sugarplum Fairy, Wallis Bird, Katzenjammer, Liquido und The Sisters of Mercy traten bisher auf. Neben internationalen Künstlern sind auch Acts aus Österreich und Ungarn, die Sieger des Burgenländischen Bandwettbewerbs „America is Waiting“ sowie die Teilnehmer des im Vorfeld stattfindenden Rockseminars, fixer Bestandteil des Programmes.
Seit 2012 findet unter der Intendanz des Schauspielers Christoph Krutzler unter dem interpretationsoffenen Titel "Anschiffen" die Lesung am Pinkastrand statt – dort lasen unter anderem die AutorInnen Wolfgang Millendorfer, Petra Piuk und Lydia Haider. 2025 fand der erste Literaturpreis beim "Anschiffen" statt - die FinalistInnen waren Melinda Rozsa, Inge Maria Limbach und Markus Grundtner.

## Jahre

### 2000
Das erste Festival fand indoor im Stadl Bildein am 23. September 2000 statt mit der Band 330mle als Headliner, weiters traten folgende österreichischen Bands auf: Stahl, Black Dogs, Tripzoo, Soulfinger, Q.V.O.E.A.L., Exit, the_dication, Skip-It! und Back To Eden.

### 2001
Erstmals mehrtägig und als Open Air abgehalten, spielten am 8. und 9. Juni 2001 Zeronic, Bluespumpm, Garish, 330mle, Black Dogs, Avalon, Soulfinger, the_dication, Skip-It!, Noise Victim und Back To Eden.

### 2002
2002 startete die Zusammenarbeit mit dem ungarischen Partnerverein Gradisče und das picture on festival (übersetzendes Wortspiel mit dem Ortsnamen Bild-ein) wurde Teil eines umfassenden EU-Projektes. Von 6. bis 7. September spielten unter anderem Kurt Ostbahn, Garish und Bruji.

### 2003
Vier Tage lang wurden abwechselnd von 14. bis 17. August die Bühnen in Bildein (Donnerstag, Samstag) und in Szentpéterfa (Ungarn) (Freitag, Sonntag) bespielt. Der ansonsten in der Nacht geschlossene Grenzübergang bei Eberau war erstmals durchgehend geöffnet.
Aufgetreten sind unter anderem Attwenger, Zeronic oder die Hallucination Company mit Hansi Lang.

### 2004
Das Festival fand von 27. bis 28. August statt. Mit den finnischen Leningrad Cowboys und deutschen Les Babacools traten erstmals Acts außerhalb von Österreich und Ungarn auf. Der erste Festival-Tag war erstmals bereits im Vorfeld ausverkauft. Garish, Petsch Moser und PAC mit Harri Stojka ergänzten das Programm.

### 2005
Von 26. bis 27. August kam es zu Auftritten von Tito & Tarantula, Clawfinger, Liquido und M3 Classic Whitesnake.

### 2006
Am 25. und 26. August traten u. a. auf: Marla Glen, Therapy?, Jestofunk, New Model Army, The Locos, Texta und The (International) Noise Conspiracy.

### 2007
Das am 10. und 11. August stattfindende Open Air war erstmals an beiden Tagen bereits im Vorfeld ausverkauft.
Auftretende Acts waren Jimmy Cliff, Bauchklang, The Locos, Johnossi, Soulfly, Mad Caddies und 3 Feet Smaller.

### 2008
Das Festival fand von 8. bis 9. August statt und war im Vorfeld ausverkauft. Teilnehmende Acts waren Uriah Heep, Wir sind Helden, Clawfinger, Sugarplum Fairy, Ektomorf, Roy Paci & Aretuska, Fotos und The Incredible Staggers.

### 2009
Highlight des am 7. und 8. August stattfindenden Festivals war der Auftritt von Guano Apes, die erst im selben Jahr ihre Reunion bekanntgaben. Weiters traten auf: IAMX, Life of Agony, Mad Caddies, Slut, Caliban. Das Festival war im Vorfeld restlos ausverkauft.

### 2010
Zum 10-jährigen Bestandsjubiläum traten die Künstler am 10. und 11. August 2010 erstmals auf 2 Bühnen auf. Zu den Höhepunkten des Programms zählten Adam Green, Colosseum, Life of Agony, Papa Roach, Monster Magnet und Samy Deluxe.

### 2011
Das Festival fand erstmals 3-tägig als picture on +1 festival von Donnerstag, 10. August bis Samstag, 13. August statt.
Auf 2 Bühnen traten mehr als 25 Künstler aus 9 Nationen auf, unter anderem: NOFX, Gentleman, As I Lay Dying, K’s Choice, Wallis Bird, Ignite, Katzenjammer, The Dillinger Escape Plan, Hot Water Music, Russkaja, Amsterdam Klezmer Band und Therapy?.

### 2012
Das Festival fand von 10. August bis 11. August statt. Highlights waren In Extremo, Jimmy Cliff, Sum 41, Leningrad Cowboys, Anti-Flag und !DelaDap. Alf Poier, Clara Luzia und andere bespielten die zweite Bühne im Apfelgarten. Bereits am Donnerstag auf der Opening-Party gab die Band Ramazuri ihr Debüt auf dem Festival.

### 2013
Das Festival fand von 9. August bis 10. August statt. Auf der Hauptbühne waren unter anderem The Baseballs, Kosheen, Mother’s Finest, Fear Factory, Jennifer Rostock, Kvelertak, Donots und Royal Republic zu sehen. Mambo Kurt und Attwenger bespielten die Uhudlerbühne im Apfelgarten.

### 2014

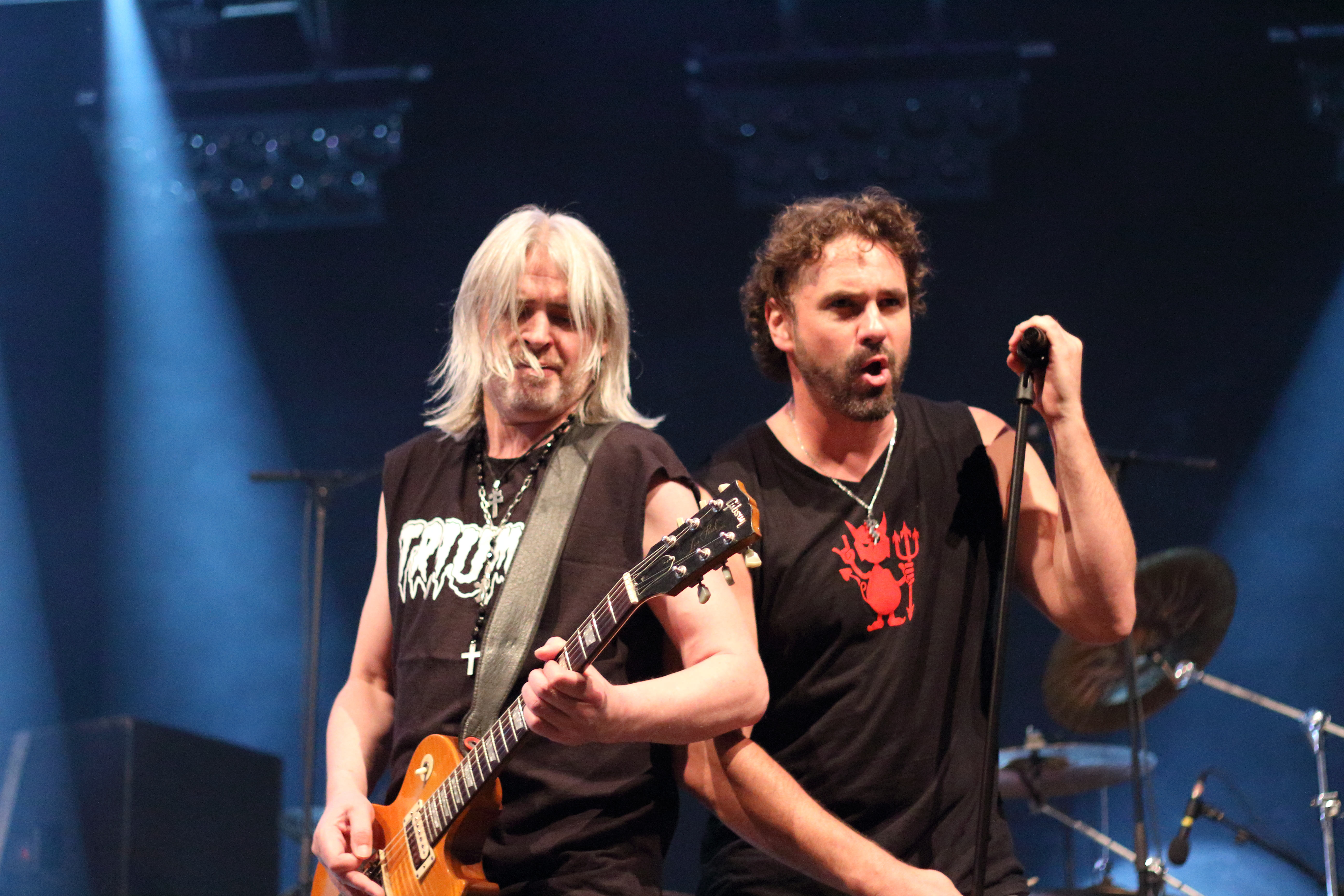
Nazareth am PictureOn Festival 2014

Das Festival fand von 7. August bis 9. August statt. Teilnehmende Acts waren Nazareth, Skid Row, The Busters, Terrorgruppe, Norbert Schneider, Life of Agony, Bonaparte, Triggerfinger, Ivan & The Parazol und Alkbottle. Müßig Gang feat. Skero und Hauk bespielten die Uhudlerbühne im Apfelgarten.

### 2015
Das Festival fand von 7. August bis 8. August statt. Für die Hauptbühne traten unter anderem Stereo MCs, Hans Söllner und Bayaman’Sissdem, The Subways, Wanda, Bluespumpm, Jesper Munk, Ocho Macho, Soulfly, Black Stone Cherry, Seether und Drescher auf.

### 2016

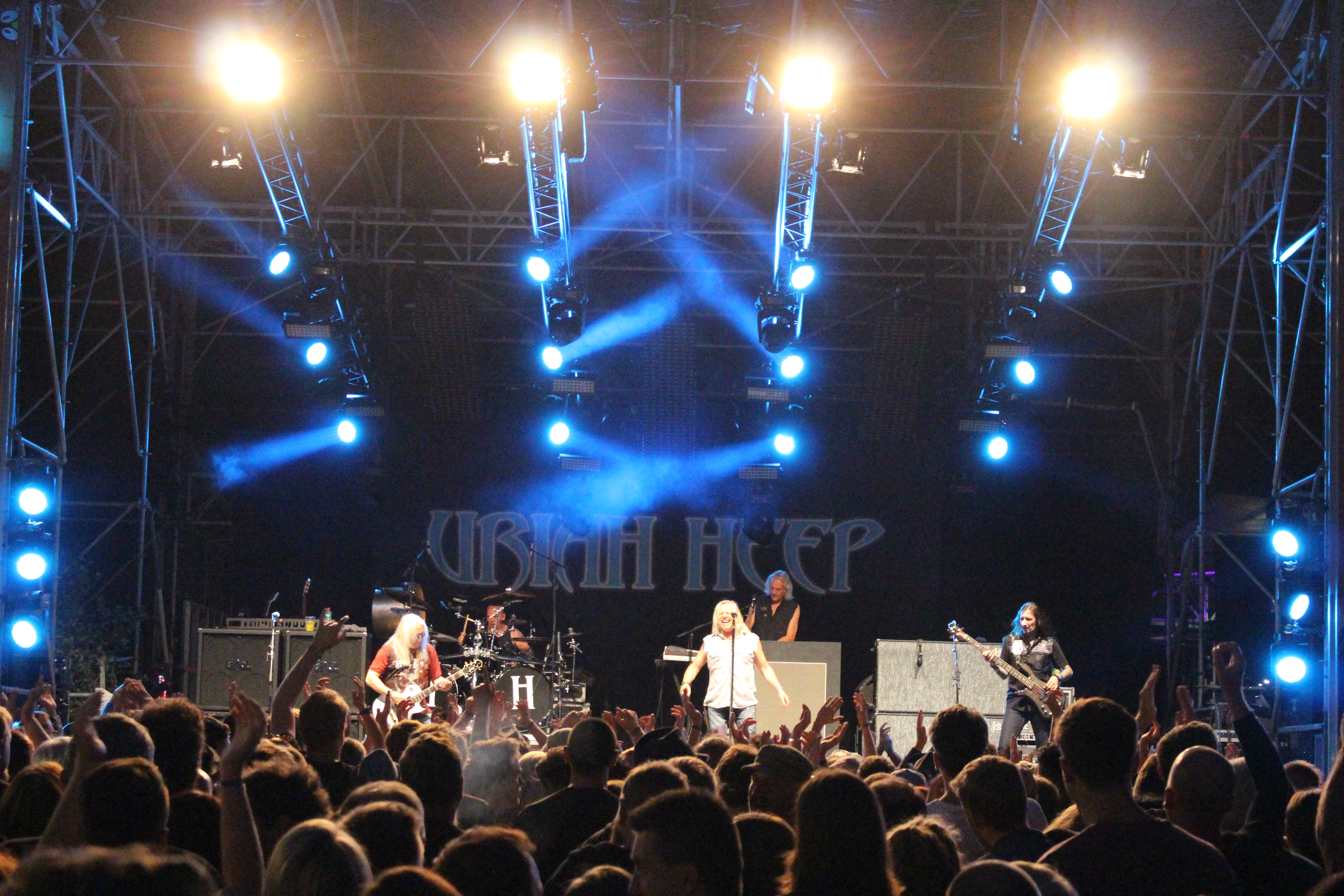
Uriah Heep am PictureOn Festival 2016

Das Festival fand von 11. bis 13. August 2016 statt. Auf der Hauptbühne traten unter anderem Uriah Heep, Seiler und Speer, LaBrassBanda, K’s Choice, Marky Ramone, Caliban, Zaporozsec und der Nino aus Wien auf.

### 2017
Das Festival fand von 10. bis 12. August 2017 statt. Auf dem Line-up waren Bad Religion, Less Than Jake, 5/8erl in Ehr’n, Minisex, Max The Sax, Fijuka, Worried Man & Worried Boy, Ozone Mama, Cari Cari, Alpha Blondy & The Solar System, Sear Bliss, August Burns Red, Horny Woman, The Weight, Shantel & Bucovina Club Orkestar, Elektro Guzzi, Mother’s Cake, Polkov, Scheibsta & die Buben und Lesung „Anschiffen“.

### 2018
Das Festival fand von 9. bis 11. August 2018 statt. Auf dem Line-up waren Sepultura, Ten Years After, Lagwagon, Birgit Denk und Band, Voodoo Jürgens, Chefboss, Gudrun von Laxenburg, Bo Candy & His Broken Hearts, Napaea, All Your Sorrows, Calexico, The Darkness, Naked Lunch, Eskimo Callboy, Ocho Macho, Ankathie Koi, Los Cravalleros (Akustikprojekt Le Craval), Coffeeshock Company, Wham Bam Bodyslam, Fatal Error, Astpai, Crush, The Scarlet, Wulkatal Trio.

### 2019
Das zwanzigste picture on Festival fand am 9. und 10. August 2019 statt. Auf dem Line-up waren unter anderem The Sisters of Mercy, Manfred Mann’s Earth Band, Clawfinger, Dub FX, Fiva, Krautschädl, Leyya, Schmieds Puls, Gnackwatschn sowie Gewürztraminer & Der Gemischte Satz.

### 2020 und 2021
Das picture on Festival fand 2020 nicht statt, da die österreichische Bundesregierung im März 2020 Großveranstaltungen ab 500 Teilnehmern im Freien aufgrund der Corona-Pandemie bis inklusive August 2020 untersagte.

### 2022
Fr/Sa 12./13. August mit 400 Freiwilligen ab Aufbau für 3000 Besucher bei Trockenheit durchgeführt. 20 Jahre wurde (nach)gefeiert, man war dabei 13 Mal ausverkauft. Highlights waren New Model Army, The Subways, Marla Glen, Moop Mama, The Incredible Staggers, Wallis Bird, Anti-Flag, GReeeN, Alicia Edelweiss, Kurt Razelli, Rucki Zucki Palmencombo, Akadia, Nest of Plagues, Monokay, Gnackwatschn und Zahoracka Banda.

### 2023
Das Festival fand von 10. bis 12. August 2023 statt. Auf dem Line-up waren Sportfreunde Stiller, Canned Heat, Airbourne, Therapy?, Folkshilfe, Attwenger, The Busters, 100 Kilo Herz, Anima Sound System, Anton Josef, Avec, Leftovers, Phrenia, Laura del Fiore uvm.

### 2024
Das Festival fand von 9. August bis 12. August statt. Teilnehmende Acts waren Bilderbuch, The Sweet, Wolfmother, Soulfly, Granada, Less Than Jake, Norbert Schneider, Bohemian Betyars, Dead Poet Society, Bipolar Feminin, Stone Sober und P4ULY. DelaDap und Ankathie Koi bespielten die Uhudlerbühne im Apfelgarten. Erstmals wurde auch eine Silent Disco als zusätzliche Aftershowparty veranstaltet. 

### 2025
Das Festival fand von 8. August bis 9. August statt. Teilnehmende Acts waren Refused, Bibiza, Seiler und Speer, Kettcar, Kosheen, Opus Band & Schick Sisters, Ignite, Emil Bulls, Garish, Ramazuri, Friedberg, Uche Yara, Kreiml & Samurai, Ocho Macho, Igel vs. Shark, Tobias Pötzelsberger, lovehead, the_dication & Limetree und Mambo Kurt. Erstmals wurde der Literaturpreis "Anschiffen" verliehen.